# Candia Canavese
Candia Canavese is een gemeente in de Italiaanse provincie Turijn (regio Piëmont) en telt 1322 inwoners (31-12-2004). De oppervlakte bedraagt 9,2 km², de bevolkingsdichtheid is 144 inwoners per km².

## Demografie
Candia Canavese telt ongeveer 575 huishoudens. Het aantal inwoners daalde in de periode 1991-2001 met 1,3% volgens cijfers uit de tienjaarlijkse volkstellingen van ISTAT.
| Jaar | Inwoneraantal |
| ---- | ------------- |
| 1991 | 1319          |
| 2001 | 1302          |

## Geografie
Candia Canavese grenst aan de volgende gemeenten: Strambino, Mercenasco, Vische, Barone Canavese, Mazzè en Caluso.

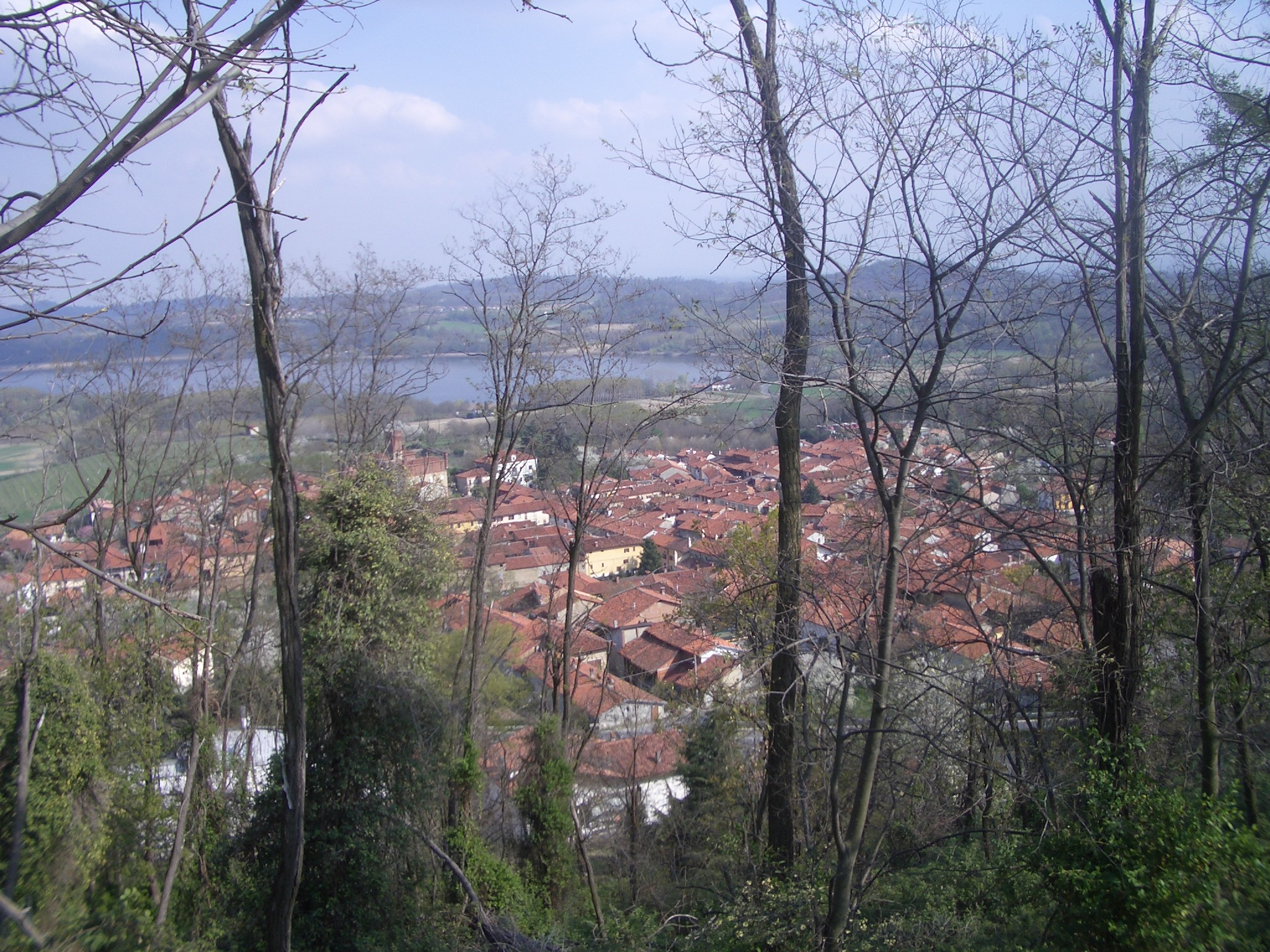
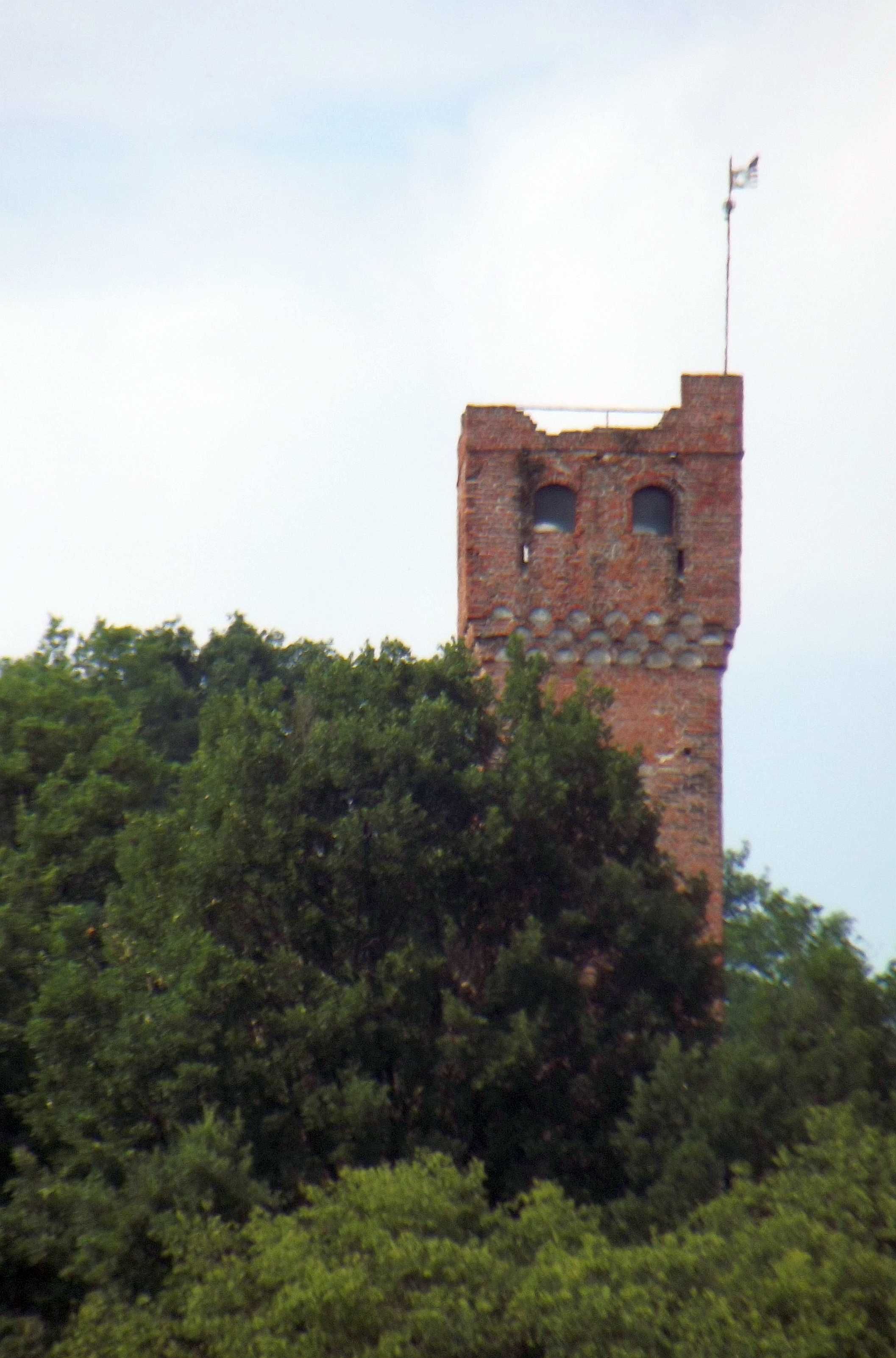
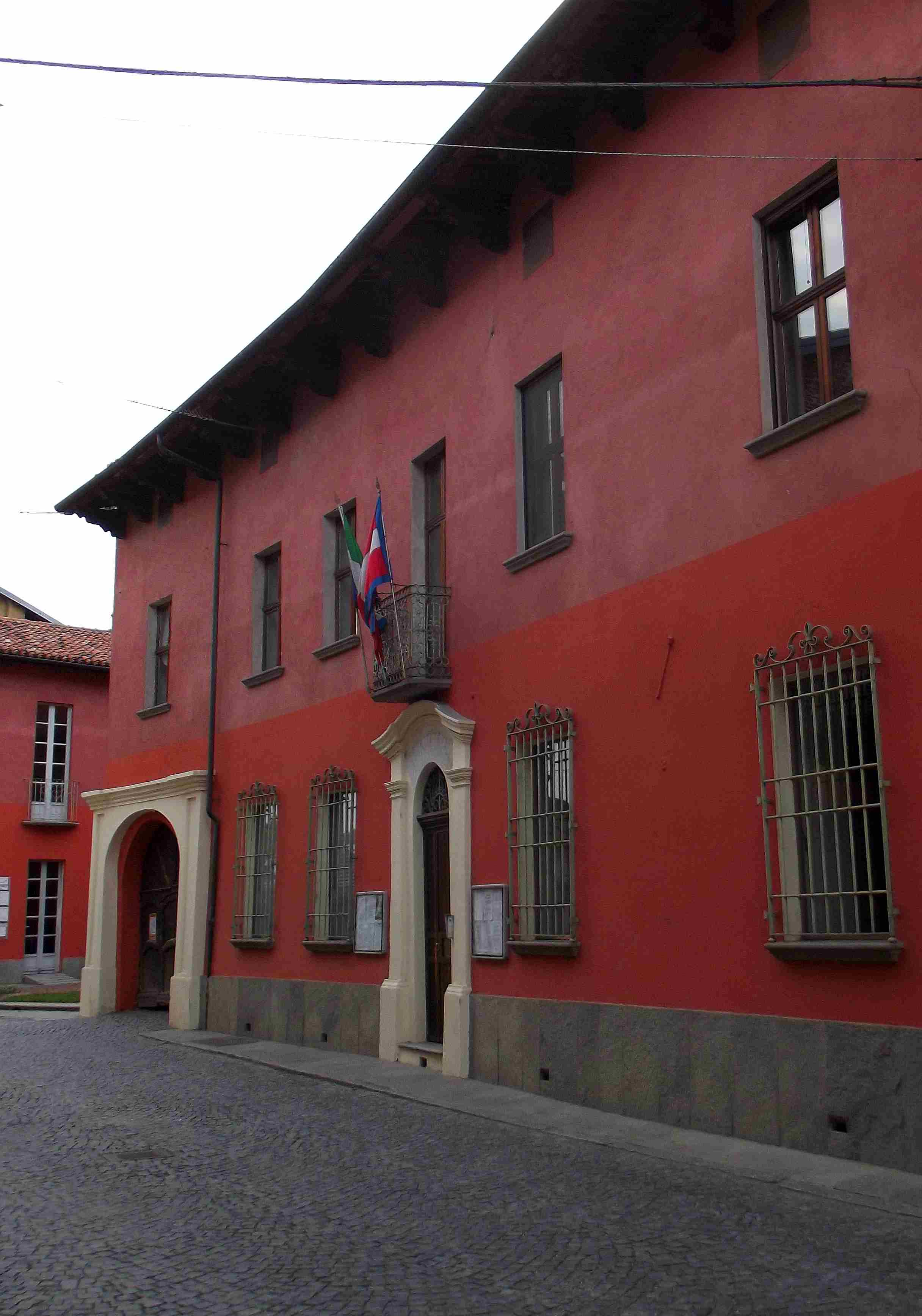

1. ↑  https://demo.istat.it/?l=it.